# Pasakuh
Pasakuh (persisch دهستان پساكوه) ist ein Dehestan (Gemeinde) im Kreis Zavin im Verwaltungsbezirk Kalat von Razavi-Chorasan, Iran. Bei der Volkszählung 2006 gab es 3647 Einwohner, die sich auf 855 Familien aufteilten. Pasakuh zählt 23 Dörfer, der Hauptort heißt Amirabad.